# Trolliella euendostoma
Trolliella euendostoma är en bladmossart som beskrevs av Theodor Carl Karl Julius Herzog 1939. Trolliella euendostoma ingår i släktet Trolliella och familjen Sematophyllaceae. Inga underarter finns listade i Catalogue of Life.